# Qingdao
« Tsingtao » redirige ici.  Pour la marque de bière chinoise, voir Tsingtao (bière).
Qingdao, ou Tsingtao (chinois simplifié : 青岛 ; chinois traditionnel : 青島 ; pinyin : Qīngdǎo ; Wade : Ch'ing-Tao ; EFEO : Ts'ing Tao ; litt. « l'île verte »), est une ville de la province du Shandong en Chine. Elle a le statut de ville sous-provinciale.
C'est aussi le nom d'une bière courante, la Tsingtao, brassée dans cette ville, et exportée dans le monde entier. On y parle le dialecte de Qingdao (en) du mandarin jiaoliao.

## Géographie
Qingdao est une ville côtière située dans la péninsule de Jiaodong. Il s'agit de la première ville économique de la province du Shandong, devant sa capitale Jinan.

## Histoire

### Colonisation allemande
Qingdao a été colonisée par l'Allemagne, sous le nom de Tsingtau, et en conserve quelques bâtiments d'architecture bavaroise. Les terrains sont cédés à l'Allemagne par les Mandchous pour 99 ans, le 6 mars 1898, après la venue de l'escadre du vice-amiral von Diederichs en réponse au meurtre de deux missionnaires allemands en 1897 ; dans la région, elle devient le port d'attache de l'escadre allemande d'Extrême-Orient. L'empire du Japon y prend le pouvoir en 1914, après un siège de deux mois. La Chine la récupère le 10 décembre 1922.
C'est en 1903 que l'Allemagne achève de construire la brasserie de Qingdao (青岛啤酒厂 / 青島啤酒廠, qīngdǎo píjiǔchǎng ; pour les Allemands : Tsing Tau, et les Français de l'époque : Tsing-Tao). Les héritages architecturaux de cette période marquent encore fortement le paysage urbain de la ville qui faisait partie de la concession de Kiautschou (Deutsches Schutzgebiet Kiautschou), selon la graphie allemande de l'époque et Kiaou-Tchéou, selon la graphie française de l'époque, dont le nom reprend l'appellation de la baie de Jiaozhou.
Il y avait donc une brasserie, mais aussi une gare, une église luthérienne, la résidence du gouverneur, un quartier européen, un quartier chinois, plusieurs casernes, un dépôt de munitions et deux ports. Le nombre d'habitants de Tsingtao comprenait, en 1913 : 53 312 Chinois, 2 069 Européens et Américains, 2 400 soldats de la garnison, 205 Japonais et 25 autres Asiatiques.

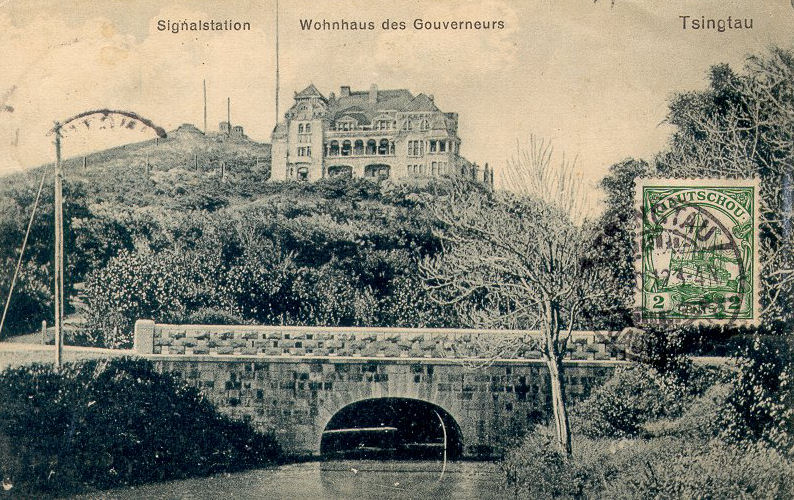
Maison du gouverneur allemand à l'époque de la colonisation allemande.
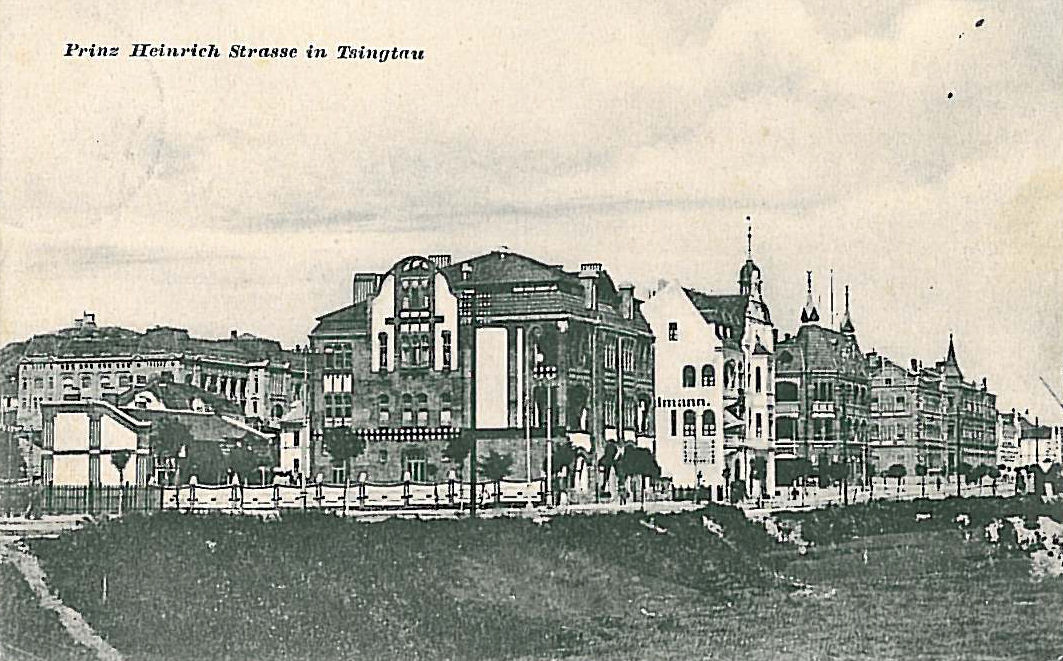
Prinz Heinrich Strasse, colonisation allemande.
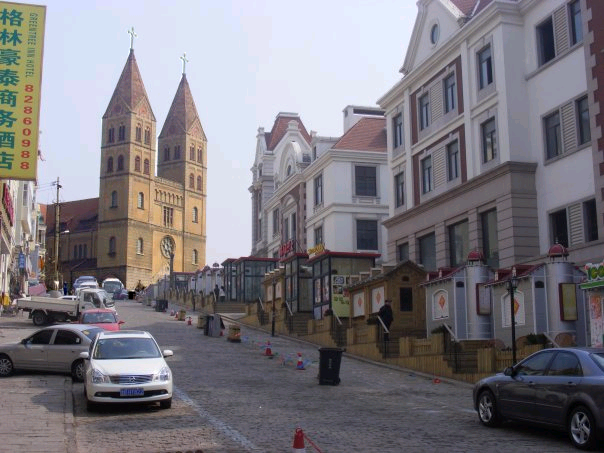
Vue de la cathédrale Saint-Michel, siège du diocèse de Qingdao.

### De 1914 à 1949
Au début de la Première Guerre mondiale, la ville est prise par les Japonais. Elle devient un port de départ de travailleurs chinois vers la France.
17 597 Japonais s'y installent, mais le gouvernement de la république de Chine récupère le territoire en 1922. La cathédrale catholique est construite en 1932-1934 par un architecte allemand. La ville est à nouveau occupée par les Japonais de 1938 à 1945.
Les Américains utilisent le port comme base de leur marine après 1945, (Port-Arthur étant devenue une base soviétique) jusqu'à ce que la ville soit prise par le pouvoir communiste en 1949.

### Ouverture au monde
A partir de 1984, le port est à nouveau ouvert aux investissements étrangers. Qingdao est un port de commerce majeur, le quatrième plus important après Shanghai, Shenzhen et Tianjin. 
Qingdao est la capitale commerciale du Shandong où les capitaux étrangers sont très importants, notamment coréens, japonais et allemands.
Depuis 2008 est mis en place un nouveau projet de développement urbain qui vise à accroître l'importance du nouveau port de Qianwan, à développer un nouveau pôle technologique et le tourisme balnéaire et nautique par la mise en place de sept à huit plages d'agrément et de ports de plaisance.

### Mao Zedong, touriste à Qingdao

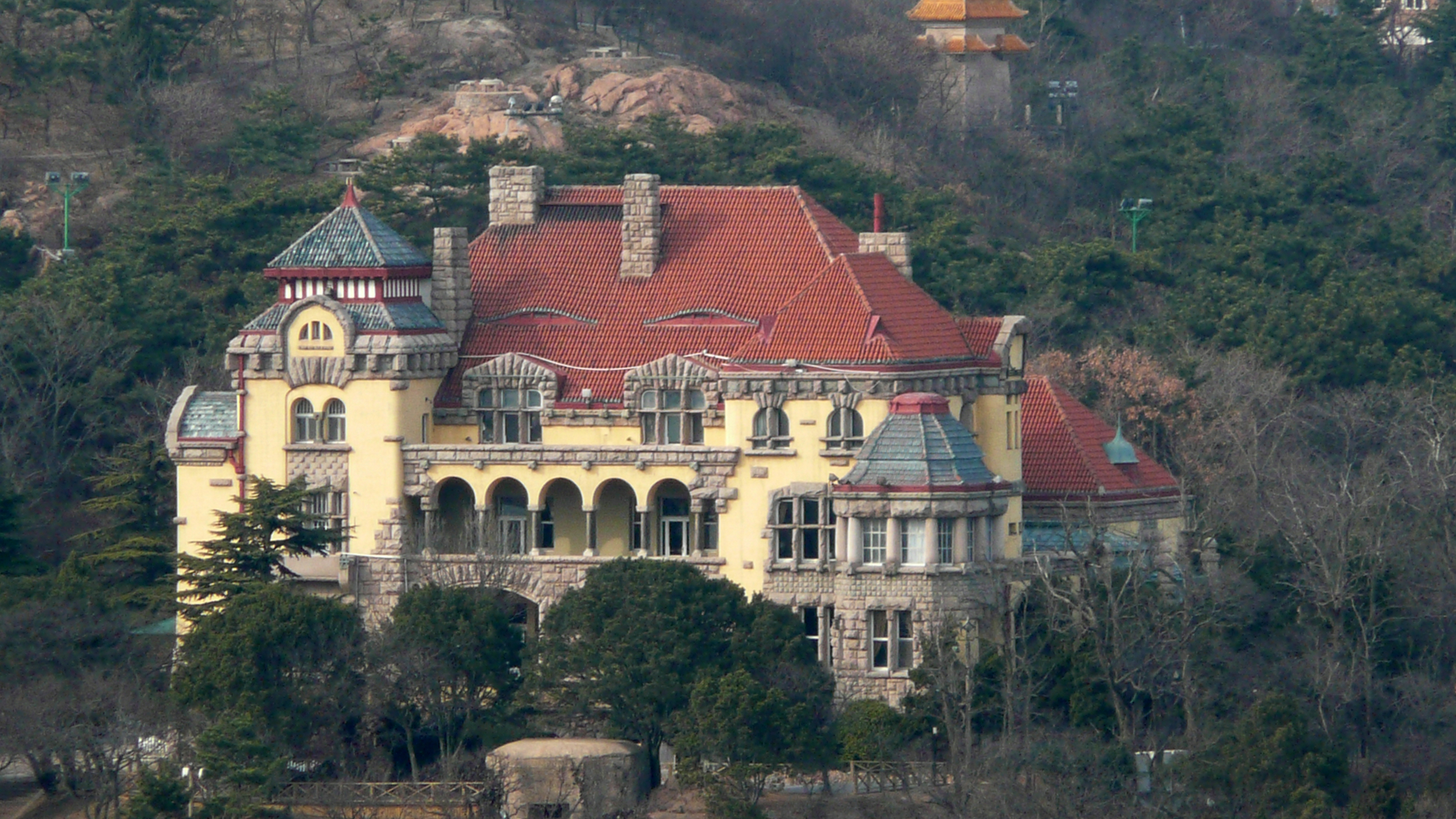
Ancien palais du gouverneur.

Mao Zedong avait choisi Qingdao pour ses vacances d'été. On peut visiter l'hôtel (un vieil immeuble de style bavarois) où il passa de longs séjours ; cet immeuble était la maison du gouverneur-général allemand de la ville.

## Climat
Qingdao possède un climat continental des façades orientales similaire à celui de Pékin. Cependant les contrastes saisonniers sont un peu moins marqués à cause de la proximité de la mer. Les hivers sont un peu plus doux tandis que les étés sont légèrement plus frais. L'été est la saison de loin la plus arrosée à cause du phénomène de la mousson.
| Mois                                | jan. | fév. | mars | avril | mai  | juin | jui.  | août | sep. | oct. | nov. | déc. | année |
| ----------------------------------- | ---- | ---- | ---- | ----- | ---- | ---- | ----- | ---- | ---- | ---- | ---- | ---- | ----- |
| Température minimale moyenne (°C)   | −3,7 | −2,5 | 2    | 7,5   | 12,9 | 17,6 | 21,9  | 23   | 18,6 | 13,2 | 6    | −0,8 | 9,6   |
| Température moyenne (°C)            | −0,9 | 0,2  | 4,8  | 10,4  | 15,8 | 19,9 | 23,8  | 25,3 | 21,5 | 16,1 | 9    | 2    | 12,4  |
| Température maximale moyenne (°C)   | 2,6  | 3,8  | 8,7  | 14,4  | 19,7 | 23,3 | 26,7  | 28,3 | 24,9 | 19,7 | 12,4 | 5,3  | 15,8  |
| Précipitations (mm)                 | 10,5 | 12,4 | 21   | 36,4  | 50,9 | 82,7 | 177,1 | 156  | 90,2 | 46,5 | 26,6 | 9,7  | 720   |
| Nombre de jours avec précipitations | 1,9  | 2,1  | 2,8  | 4,6   | 4,9  | 6    | 9,9   | 8    | 5,7  | 4,2  | 3,2  | 2,2  |       |

## Politique et administration

### Subdivisions administratives
La ville sous-provinciale de Qingdao exerce sa juridiction sur douze subdivisions — six districts et quatre villes-districts :
| - le district de Shinan - 市南区 Shìnán Qū) ; - le district de Shibei - 市北区 Shìběi Qū ; - le district de Laoshan - 崂山区 Láoshān Qū ; - le district de Licang - 李沧区 Lǐcāng Qū ; - le district de Chengyang - 城阳区 Chéngyáng Qū ; - le district de Huangdao - 黄岛区 Huángdǎo Qū ; - la ville de Jiaozhou - 胶州市 Jiāozhōu Shì ; - la ville de Pingdu - 平度市 Píngdù Shì ; - la ville de Laixi - 莱西市 Láixī Shì ; - la ville de Jimo - 即墨市 Jìmò Shì. |

### Politique environnementale
Cette région connaît en 2008 la plus grande pullulation d'algues jamais observée dans le monde jusqu'alors ; Il s'agissait d'un mélange d'algues filamenteuses (enteromorpha prolifera) et d'ulves du genre Porphyra ; un début de pullulation avait été signalé le 31 mai autour de l'île Dagong. Puis début juillet, un tapis d'algues couvrait environ 1/3 des 50 km² devant accueillir les compétitions de voile des Jeux olympiques. De mars à mai 2009, on trouvait devant le littoral de la région de Qingdao de 7 à 3 140 petites ulves par litre d'eau de mer. Une analyse génétique de 26 échantillons d'algues conclut que les algues les plus proches de ce type sont celles des bassins d'aquaculture installés dans les terres. Néanmoins, la phénologie du bloom ne correspond pas aux pics de pullulation d'algues en milieux aquacoles. Il semble donc que le bloom algal marin ait une autre origine qu'un simple apport terrigène de propagules, peut-être un déséquilibre écologique marin. Cette pullulation a fait sensation car elle s'est produite au moment des Jeux olympiques et a notamment touché la zone où devaient se dérouler les compétitions de voiliers. 1 200 bateaux et plus de 10 000 personnes ont été appelés pour nettoyer ces algues qui formaient des tapis assez importants pour bloquer les voiliers. Ceci s'est fait sous l'autorité d'un commandement d'urgence constitué de la province du Shandong, de la ville de Qingdao et des forces armées locales. 30 000 m de filets ont permis de collecter 170 000 tonnes d'algues en quelques jours début juillet 2008, alors que les régates devaient se dérouler du 9 au 23 août.

## Économie
En 2005, le PIB total a été de 269,6 milliards de yuans, et le PIB par habitant de 33 188 yuans. Le port de Qingdao était le quatrième du monde en 2021 pour le trafic cargo avec 630 millions de tonnes embarquées et déchargées et sixième pour le trafic conteneurs avec 23,7 millions d'EVP chargés et déchargés.
Qingdao est connu dans le monde entier par sa marque de bière Tsingtao (créée par les Allemands durant la colonisation allemande). Une autre grande entreprise de Qingdao est Haier.  
En 2020, le secteur secondaire a réalisé un PIB de 67,5 milliards en dollars US, tandis que le secteur tertiaire comptait lui pour 61.4 % de la production, pour un PIB de 117,8 milliards.  
Située sur les rives de la mer Jaune, la ville est devenue récemment un centre nautique actif ; les épreuves nautiques des Jeux olympiques d'été de 2008 s'y déroulèrent. Elle a également été en janvier-février 2009 une étape de la Volvo Ocean Race (course à la voile autour du monde en équipage).
Qingdao a été élue Ville d’avenir 2011 par la CCIFC.
Qingdao a fait partie de l’opération « Chine - villes d’Avenir 2011 », organisée par la Mission économique Ubifrance et la Chambre de commerce et d’industrie française en Chine.
En septembre 2013, Dalian Wanda Group a investi 48,8 milliards de yuans dans un parc de l'industrie du film et de la télévision à Qingdao.

## Transports

### Route
De nombreux bus et taxis sillonnent la ville.
Des bus longue distance permettent de relier Qingdao à d'autres ville de la province du Shandong, comme Weihai au Nord-Est.

### Aérien
- La ville est desservie par l'aéroport international de Qingdao-Liuting (青岛流亭国际机场, Code AITA : TAO ; code OACI : ZSQD).
- L'aéroport international de Qingdao-Jiaodong est en construction et remplacera l'aéroport de Qingdao-Liuting (青岛胶东国际机场)

### Ferroviaire
Des liaisons ferroviaires relient Qingdao aux autres villes de la province et à d'autres grandes villes du pays. Depuis le 21 décembre 2008, des TGV permettent de relier Qingdao à Pékin, et Qingdao est devenu une plateforme d'échange entre les autres provinces du pays et les villes plus au Nord Est, comme Penglai, Yantai ou Weihai. Elle dispose des gares de Qingdao et de Qingdao-Nord desservies notamment par la LGV Qingdao - Jinan.

### Métro
Le métro de Qingdao dessert l'agglomération de Qingdao.

## Culture et patrimoine

### Sites touristiques et monuments

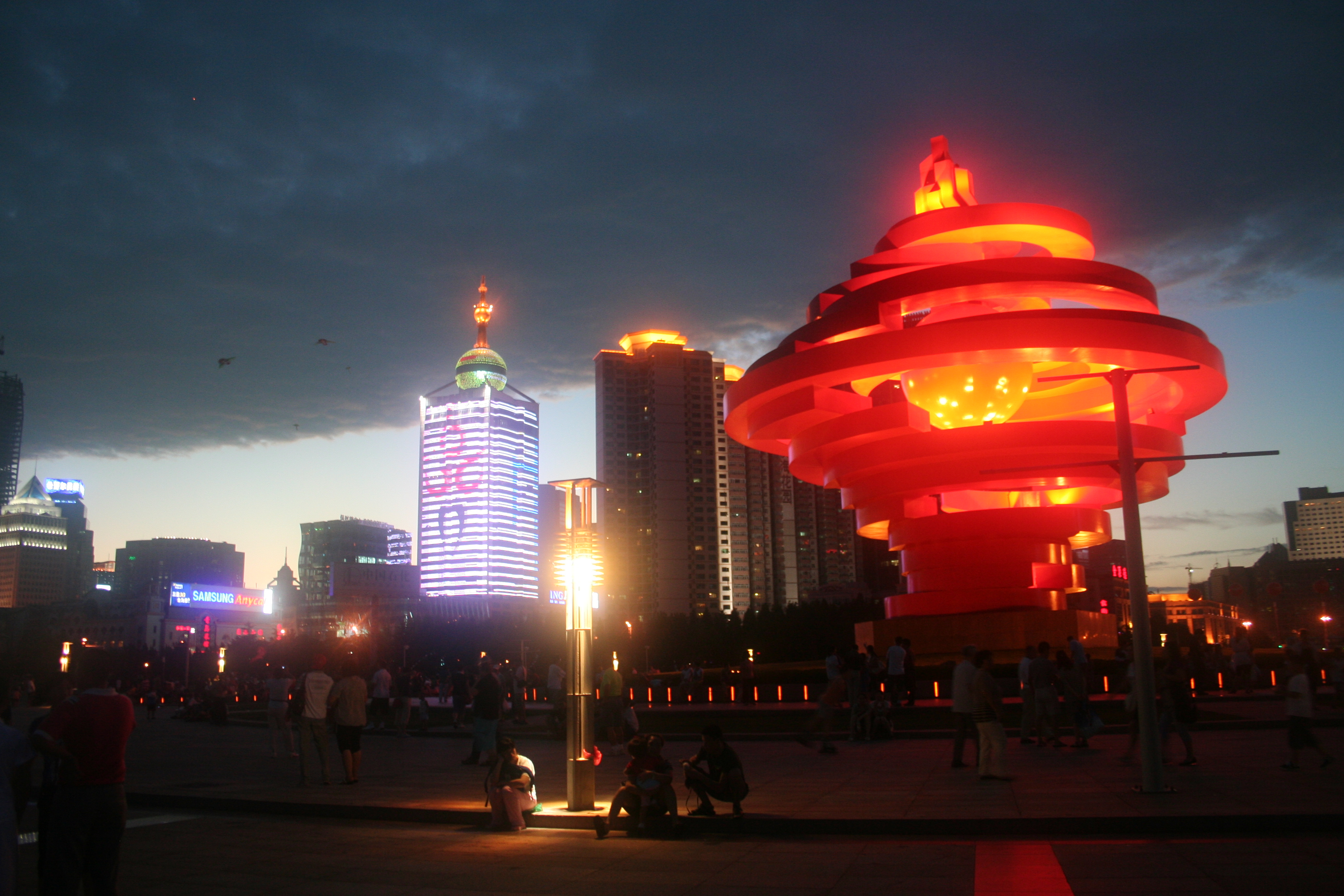
Place du Quatre Mai au crépuscule.

- Lao Shan, montagnes abritant des sanctuaires taoïstes est située à 40 km à l'est du centre-ville de Qingdao. Une région montagneuse au bord de la mer, représente dans le taoïsme l'harmonie de la nature éternelle.[réf. nécessaire]
- Place du Quatre Mai, place au bord de la mer.
- La tour de télévision de Qingdao, point de vue le plus élevé de la ville, avec vision à 360°.
- Temple de Zhanshan (Montagne tranquille), temple bouddhiste bâti au XXe siècle par Tanxu, situé dans la ville.
- Ba Da Guan, quartier composé de maisons héritées de l'architecture allemande et japonaise, tire son nom des 8 (ba) grandes (da) rues de ce quartier comportant un Guan dans leur nom.
- Le parc Zhongshan (en référence à Sun Zhongshan, connu en occident sous son nom cantonais de Sun Yatsen), parc célèbre pour les sorties nocturnes et ses animaux.
- La jetée Zhan (Zhan Qiao), qui a inspiré le nom de la ville ; elle est également schématisée dans le logo de la bière Tsingtao.
- La brasserie Tsingtao.
- La cathédrale Saint-Michel de Qingdao de style romano-rhénan.
- L'église Saint-Paul (青岛圣保罗堂), construite en 1940-1941.
- Les plages de sable de Qingdao attirent de nombreux touristes chinois durant l'été. Pendant l'été 2012, une vague d'articles ont parlé de facekini en occident, des masques pour se protéger du soleil utilisés par les femmes et les enfants voulant protéger leur peau blanche.
- Qingdao Oriental Movie Metropolis (en), un studio de cinéma de Wanda Group de 200 hectares surnommé Chinawood.

## Personnalités
- 1920 : Toshirō Mifune, acteur
- 1975 : Nie Jun, dessinateur
- 1977 : Huang Xiaoming, acteur
- 1979 : Chen Hao, actrice et modèle
- 1981 : Fan Bingbing, actrice et chanteuse
- 1987 : Victoria Song (Sòng Qiàn), Chanteuse (leader du girl group F(x))
- 1988 : 
  - Zhang Jike, pongiste
  - Wang Qianyuan, étudiante chinoise.
- 1993 : Huang Zitao, rappeur et chanteur (ex membre du boys band EXO et de son sous-groupe EXO-M)

## Jumelages
- Shimonoseki (Japon) depuis le 3 octobre 1979
- Long Beach (Californie) (États-Unis) depuis le 12 avril 1985
- Acapulco (Mexique) depuis le 21 août 1985
- Odessa (Ukraine) depuis le 29 avril 1993
- Daegu (Corée du Sud) depuis le 4 décembre 1993
- Ness Ziona (Israël) depuis le 2 décembre 1997
- Velsen (Pays-Bas) depuis le 9 décembre 1998
- Southampton (Royaume-Uni) depuis le 27 décembre 1998
- Puerto Montt (Chili) depuis le 17 août 1999
- Paderborn (Allemagne) depuis 2003
- Montevideo (Uruguay) depuis le 15 avril 2004
- Klaipėda (Lituanie) depuis le 30 mai 2004
- Bilbao (Espagne) depuis le 21 août 2004
- Nantes (France) depuis le 4 juin 2005

## Coopération
La ville de Qingdao entretient des accords de coopération avec:
- Göteborg (Suède)
- Mannheim (Allemagne)
- Incheon (Corée du Sud)
- San Francisco (États-Unis)
- Chişinău (Moldavie)
- Port-Soudan (Soudan)
- Comté d'Orange (Floride) (États-Unis)
- Tanger (Maroc)
- Rijeka (Croatie)
- Pyeongtaek (Corée du Sud)
- Naruto (Japon)
- Adélaïde (Australie)
- Đà Nẵng (Vietnam)
- Nicosie (Chypre)
- Edmonton (Canada)
- Oakland (États-Unis)
- Los Angeles (États-Unis)
- Skagen (Danemark)
- Brest (France)
- Kōbe (Japon)
- Fukuoka (Japon)
- Pusan (Corée du Sud)
- Gunsan (Corée du Sud)
- Cairns (Australie)
- Iloilo (Philippines)
- Vénétie (Italie)
- Braunau am Inn (Autriche)
- Saint-Louis (États-Unis)
- Aire urbaine Rhin-Neckar (Allemagne)

En 2008 à 2018, le Conseil Départemental des Vosges entretient des relations fortes avec Qingdao avec un bureau Vosges sur place,. Des accords de coopérations sont signés pour des échanges économiques, touristiques, culturels et sportifs.